# Лас Паломас (Њу Мексико)
Лас Паломас (енгл. Las Palomas) насељено је место без административног статуса у америчкој савезној држави Њу Мексико.

## Демографија
По попису из 2010. године број становника је 173.
| Група             | 2000.    | 2010.       |
| Белци             | 0 (0,0%) | 120 (69,4%) |
| Афроамериканци    | 0 (0,0%) | 0 (0,0%)    |
| Азијати           | 0 (0,0%) | 0 (0,0%)    |
| Хиспаноамериканци | 0 (0,0%) | 46 (26,6%)  |
| Укупно            | 0        | 173         |